# Palazzo Notarianni (Villarosa)
Il  Palazzo Notarianni  è situato in contrada Maiorana (o contrada "Majurana") di Villarosa, in Sicilia. Il palazzo è stato costruito dall'ufficiale dell'esercito Notarianni nel '900; presenta pianta quadrata e torrioni agli angoli, come un piccolo castello.